# Епархия Фатдьема
Епархия Фатзиема (лат. Dioecesis de Phat Diem) — епархия Римско-Католической Церкви с центром в городе Фатзием, Вьетнам. Епархия Фатзиема входит в митрополию Ханоя. Кафедральным собором епархии Фатзиема является церковь Пресвятой Девы Марии Царицы Розария.

## История
15 апреля 1901 года Святой Престол учредил апостольский викариат Морского Тонкина, выделив его из апостольского викариата Восточного Тонкина (сегодня – Епархия Хайфона).
3 декабря 1924 года апостольский викариат Морского Тонкина был переименован в апостольский викариат Фатзиема.
17 мая 1932 года апостольский викариат Фатзиема передал часть своей территории для возведения апостольского викариата Тханьхоа (сегодня – Епархия Тханьхоа).
24 ноября 1960 года Римский папа Иоанн XXIII издал буллу "Venerabilium Nostrorum", которой преобразовал апостольский викариат Тханьхоа в епархию.

## Ординарии епархии
- епископ Jean-Pierre-Alexandre Marcou M.E.P.[1] (16.04.1901 — 20.10.1935);
- епископ Giovanni Battista Tong (20.10.1935 — 8.06.1945);
- епископ Taddeo Lê Hữu Từ O.Cist. (14.06.1945 — 1959);
- епископ Paul Bùi Chu Tạo (24.01.1959 — 3.11.1998);
- епископ Joseph Nguyễn Văn Yến (3.11.1998 — 14.04.2007);
- епископ Иосиф Нгуен Нанг (25.07.2009 — 29.10.2019).

## Источник
- Annuario Pontificio, Libreria Editrice Vaticana, Città del Vaticano, 2003, стр. 958, ISBN 88-209-7422-3
- Булла Venerabilium Nostrorum, AAS 53 (1961), стр. 346  (лат.)